# Rickettsia conorii
La Rickettsia conorii è un batterio Gram negativo, intracellulare, agente eziologico della febbre bottonosa mediterranea.